# Our Lips Are Sealed
«Our Lips Are Sealed» — пісня, написана гітаристкою гурту The Go-Go's Джейн Відлін та вокалістом гуртів The Specials та Fun Boy Three Террі Холлом.
Пісня записана гуртом The Go-Go's і є першим треком у їх альбомі «Beauty and the Beat» (1981).

## Версія сестер Дафф
«Our Lips Are Sealed» — кавер-версія сестер Дафф, Гіларі і Гейлі як саундтрек до фільму Історія Попелюшки. Пісня входить у альбом саундтреків «Історія Попелюшки: Саундтреки». В інтерв'ю Гіларі Дафф прокоментувала: «Я хотіла виконати якусь пісню в дуеті з Гейлі, а пісня «Our Lips Are Sealed» якраз підходила до фільму Історія Попелюшки». Пізніше Дафф включила цю пісню до альбому «Most Wanted» (2005) та японського і австралійського видання збірника хітів «Best of Hilary Duff» (2008).

### Список композицій
1. "Our Lips Are Sealed" – 2:40
2. "Our Lips Are Sealed" (музичне відео) – 2:50
3. Трейлер фільму Історія Попелюшки – 1:44

### Чарти
| Чарт (2004)               | Місце |
| ------------------------- | ----- |
| Australian Singles Chart  | 8     |
| Canada (Canadian Hot 100) | 7     |

## Продажі
Станом на 27 липня 2014 на території США було продано 161,000 копій пісні.